# Anestetik
Anestetik je lijek koji dovodi do anestezije - reverzibilnog stanja amnezije, analgezije, gubitka svijesti, gubitka mišićnih refleksa i smanjene reakcije na stres.
Najčešće se koristi za uspavljivanje pacinenta za potrebe operacije. 
Dijele se na opće i lokalne anestetike. Opći anestetici uzrokuju gubitak svijesti (opća anestezija) dok lokalni uzrokuju reverzibilnu lokalu anesteziju i gubitak nocicepcije.
Više:
- opći anestetici
- lokalni anestetici